# Cama-armário
Uma cama-armário, também conhecida como, armário-cama, cama-caixa e cama fechada, é um tipo antigo de móvel, geralmente de madeira, que consiste numa cama encastrada dentro de uma estrutura em forma de armário ou de caixa, dotada de portas ou painéis. 

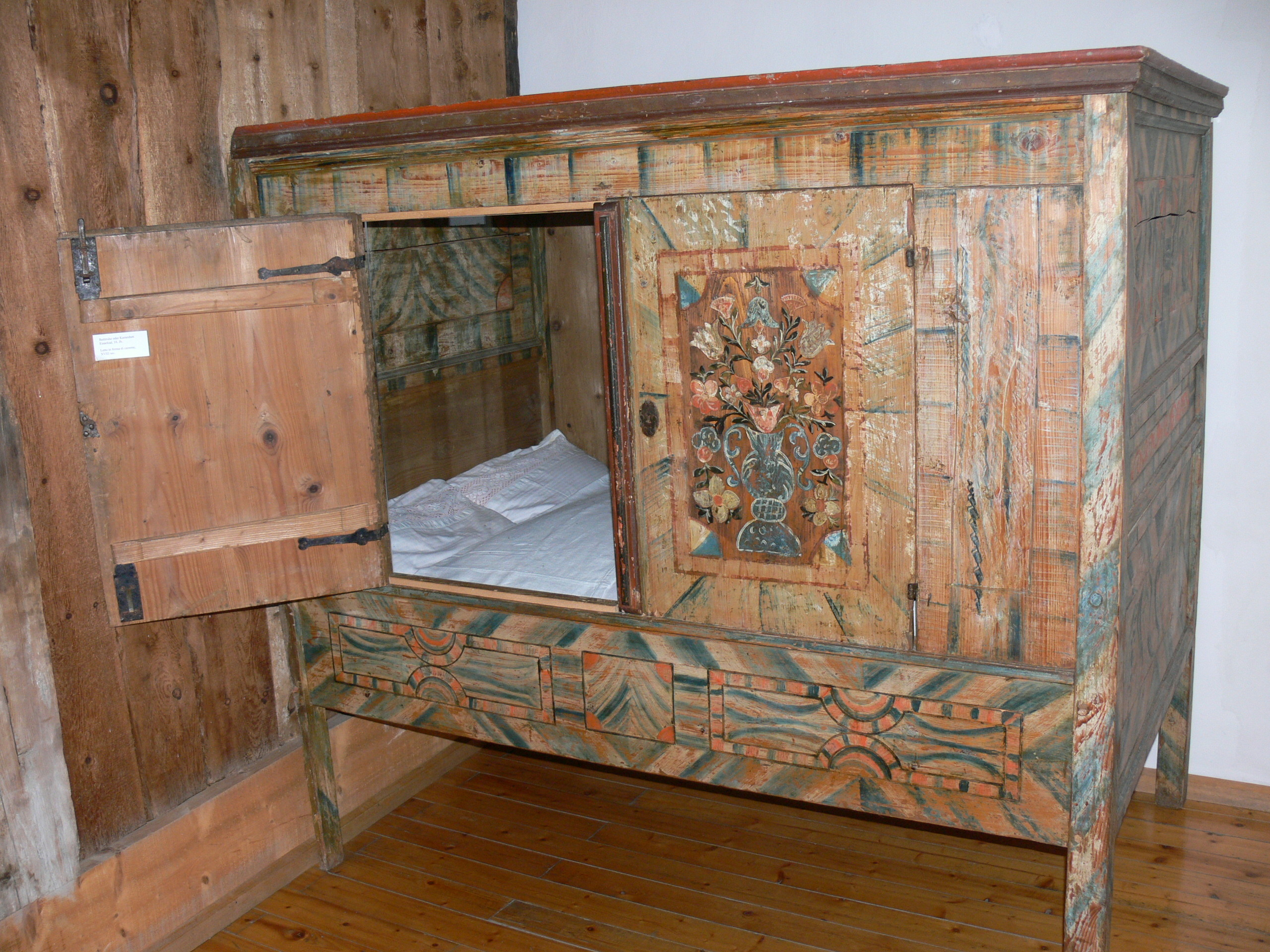
Cama-armário austríaca.

Este móvel usava-se tanto como espaço de repouso nocturno, como espaço de armazenamento de vestuário, entre a Idade Média e o século XX, principalmente nas regiões europeias de clima mais frio, tendo marcado presença também no Norte de Portugal.

## Características
Estes móveis pesados consistiam numa estrutura de madeira, à guisa de caixa, a qual poderia dispor de portas com dobradiças, à guisa de armário ou, então, contando simplesmente com uma cortina de correr, para poder isolar o espaço, destinado ao sono.

Alguns exemplares deste tipo de móvel tinham pés a fim de evitar a humidade do solo, sendo que, noutros casos, surgem encastrados na parede. 

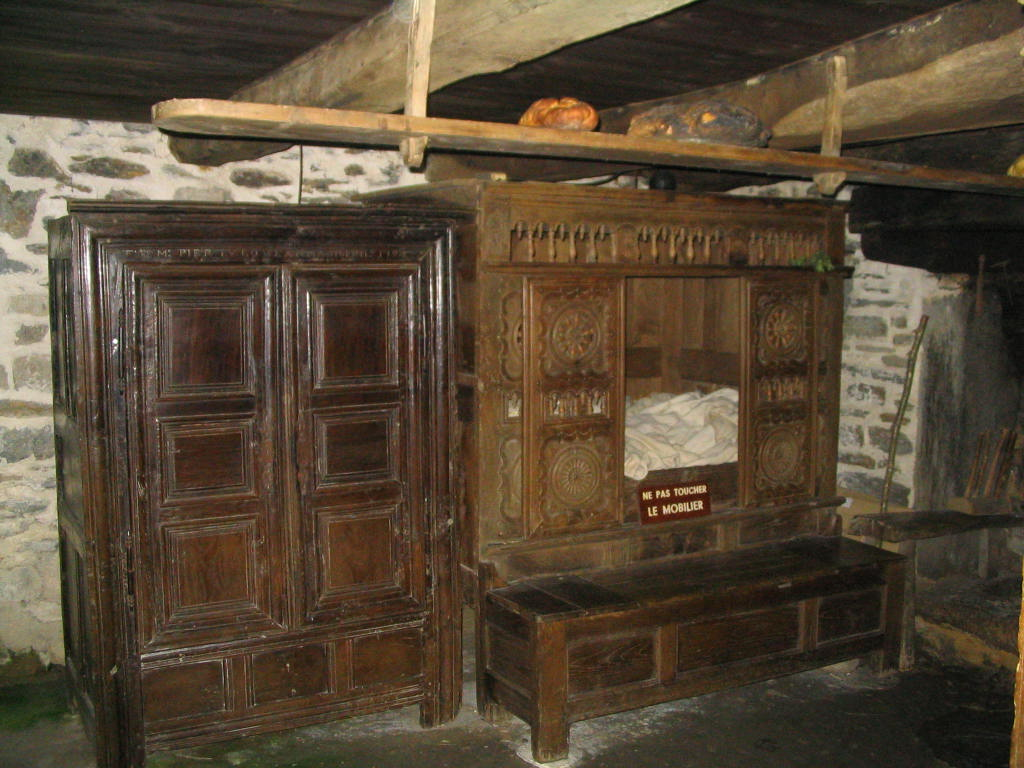
Cama-armário francesa.

Por vezes, uma vez que podiam abarcar famílias inteiras, podiam contar com dois pisos. Nestes casos, as crianças do casal ou os membros mais jovens da família, geralmente dormiam no piso ou prateleiro de cima.

## Usos
As camas-armário eram usadas como espaço para dormir, fosse para uma só pessoa ou para uma família inteira.
Eram usadas por todas as classes sociais, tanto pelos terceiro-estadistas, que geralmente dormiam em móveis mais rudimentares simples; como pelas classes mais privilegiadas, que, por sinal, se podiam dar ao luxo de usar móveis decorados com painéis pintados ou gravados na madeira, contando algumas inclusive com talhas douradas.
Além de se usarem para dormir, também era usadas como repositório de vestuário e do enxoval de casado ou solteiro.

### Vantagens
Especialmente nos casos das famílias menos abastadas, que por isso contavam com habitáculos de dimensões mais exíguas, as camas-armário proporcionavam a vantagem de poupar espaço, uma vez que o móvel faz simultaneamente as valências de armário e de cama.
Por outro lado, especialmente tendo em conta que se podia fechar e que havia a possibilidade de servir de cama a mais do que uma pessoa, proporcionava uma ambiente quente e resguardado.
Ora, tendo em conta que as famílias mais humildes não contavam com muitos meios para aquecer as suas habitações adequadamente, a cama-armário ganhava particular relevância, especialmente nos invernos mais agrestes, com destaque para os invernos, entre os séculos XVI e XIX,  que se pautaram pelas temperaturas acentuadamente baixas.
 

No mundo rural, especialmente, nos meios familiares mais modestos, dependendo da região e do período histórico, não era invulgar aos camponeses partilhar o habitáculo com o gado, de modo que este tipo de móvel também primava por permitir criar um certo grau de separação entre os camponeses e o gado, à noite.